# Bruno Granholm

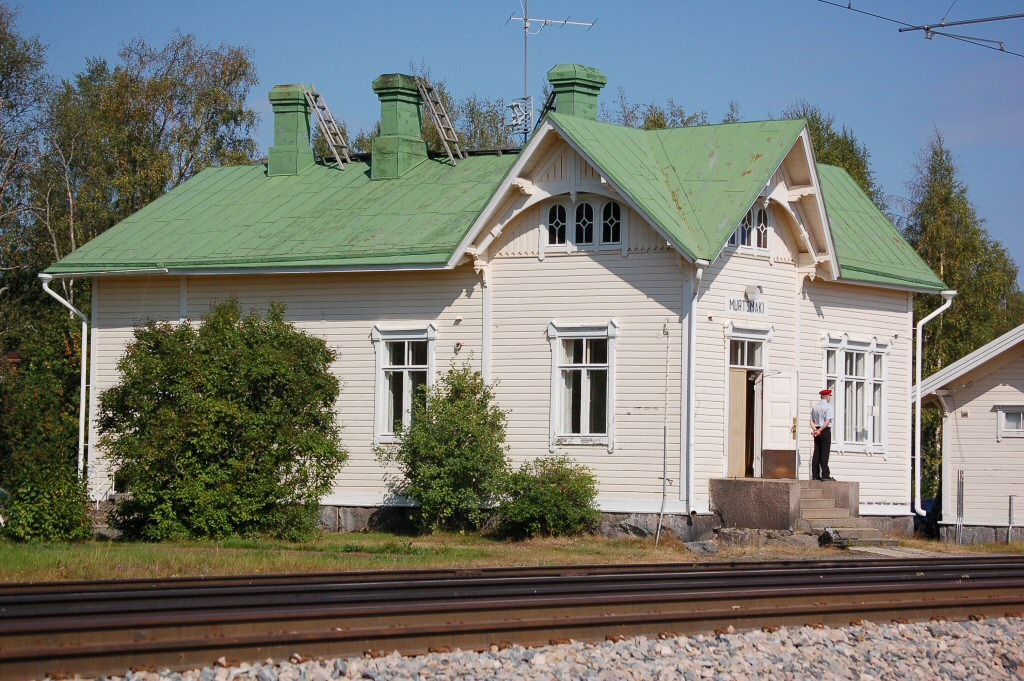
Murtomäki station, 1904

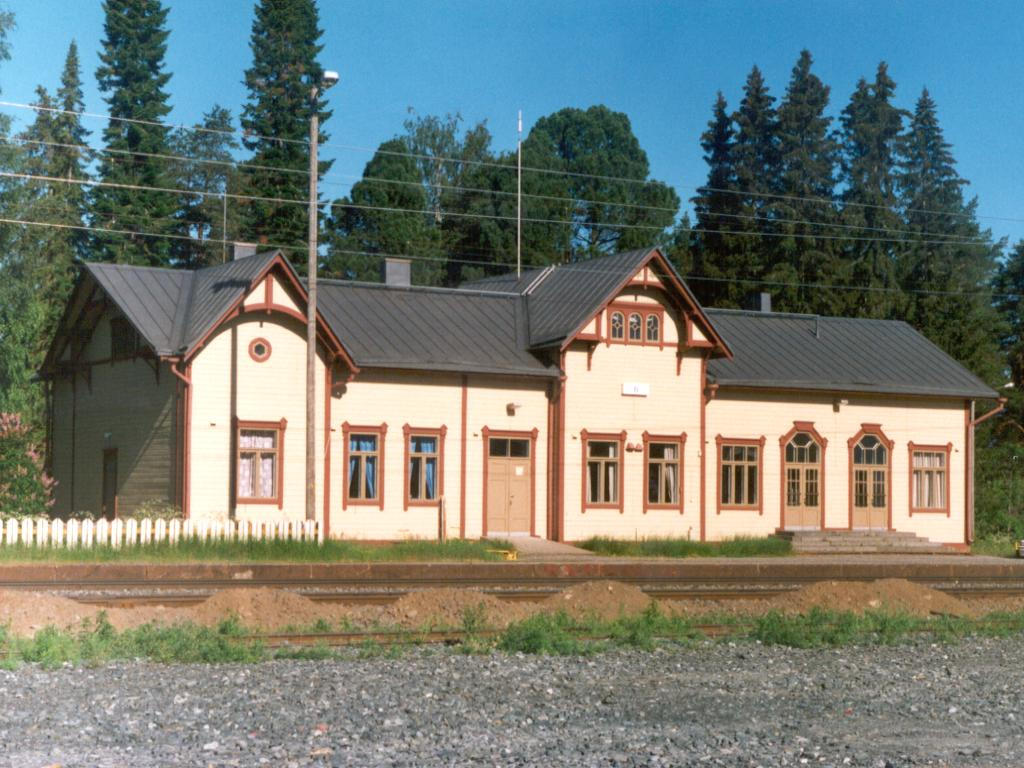
Ijo järnvägsstation, 1903

Bruno Ferdinand Granholm, född 14 maj 1857 i Mörskom, död 29 september 1930 i Helsingfors, var en finländsk arkitekt som verkade som chefsarkitekt vid finska järnvägsstyrelsen under åren 1892-1926. Granholm ritade ett stort antal järnvägsstationer såsom alla stationerna längs järnvägen Kustbanan Åbo-Helsingfors.
Granholms arkitektur kännetecknas av nationalromantiska ideal, med bland annat asymmetriska former och mycket träsnideri.

## Bildgalleri

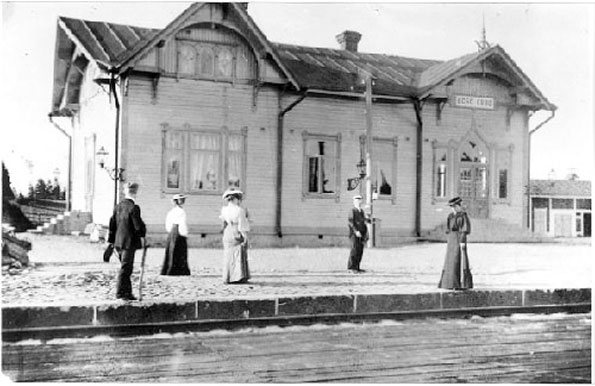
Esbos järnvägsstation 1907
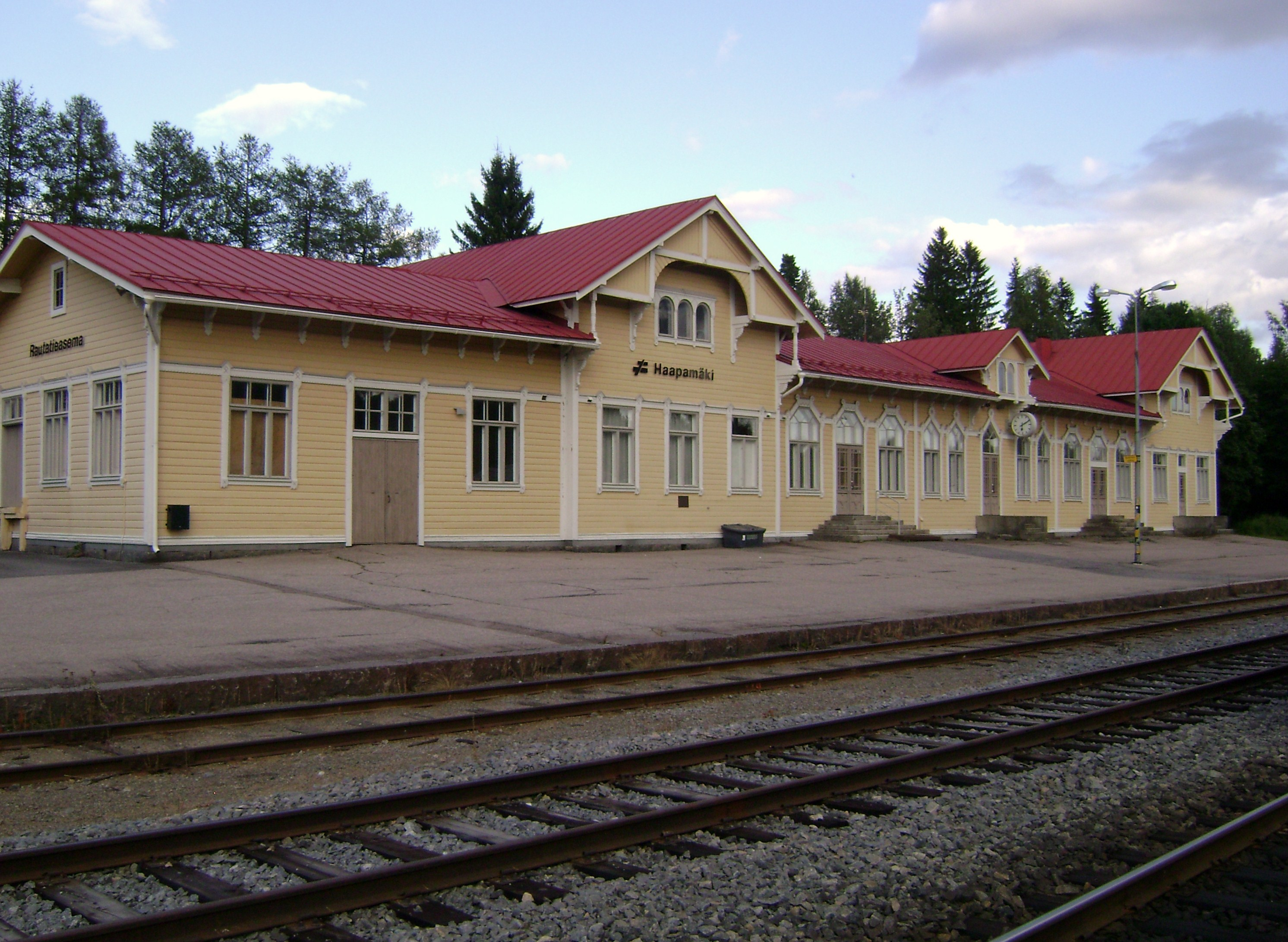
Haapamäki järnvägsstation
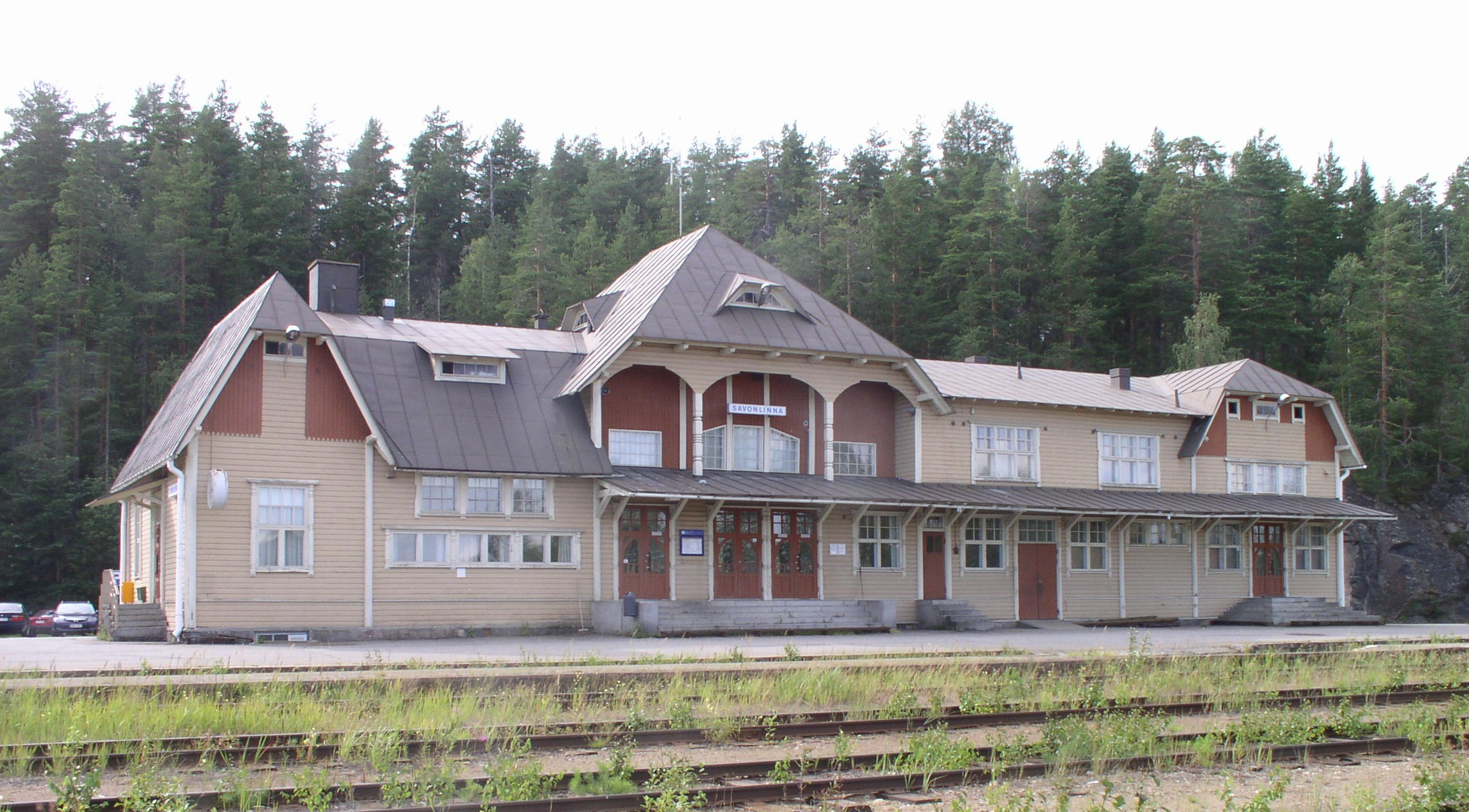
Nyslotts järnvägsstation
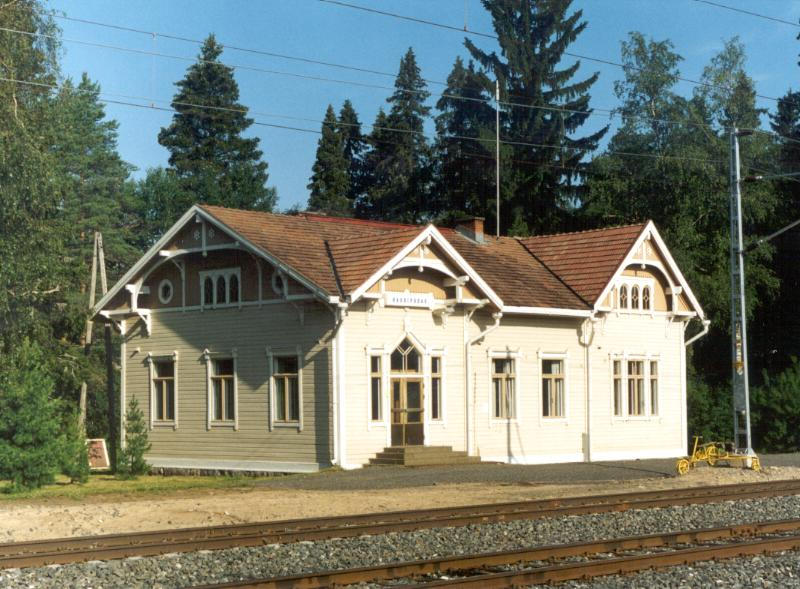
Haukipudas järnvägsstation, 1903
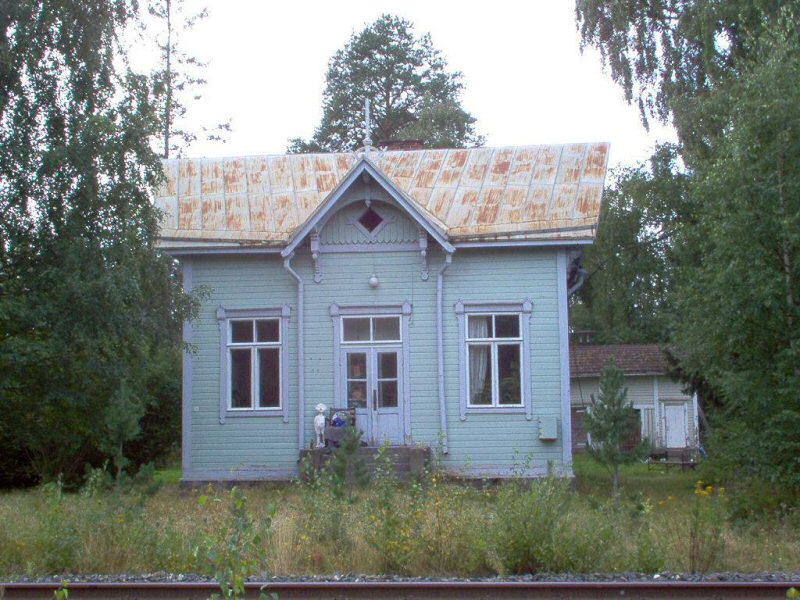
Den tidigare järnvägsstationen i Kello